# Jugurtia numidica
Jugurtia numidica är en stekelart som beskrevs av Henri Saussure 1854. Jugurtia numidica ingår i släktet Jugurtia och familjen Masaridae. Inga underarter finns listade i Catalogue of Life.